# Procarcelia brasiliensis
Procarcelia brasiliensis är en tvåvingeart som beskrevs av Townsend 1927. Procarcelia brasiliensis ingår i släktet Procarcelia och familjen parasitflugor. Inga underarter finns listade i Catalogue of Life.